# Frankenstein Drag Queens From Planet 13
Frankenstein Drag Queens From Planet 13 es una banda de Horror punk formada en Carolina del Norte. La banda fue formada en el año 1996, por Wednesday 13, Seaweed y Sicko Zero. Se separaron a principios del 2000 cuando el vocalista Wednesday 13 se integró a la banda Murderdolls, pero han vuelto en el 2005 y lanzaron una caja recopilatoria que trae todas sus canciones.
La música de Frankenstein Drag Queens tiene un estilo Punk Rock. Las letras de las canciones se inspiran en el cine Clase B. Pero las presentaciones en vivo se parecen a las de Alice Cooper, New York Dolls y Kiss lo que es un claro Glam metal. Los trajes y el maquillaje son cosas importantes durante sus presentaciones.

## Miembros
- Wednesday 13 - vocalista, guitarra
- Sicko Zero - batería (1996, 1997-2000, 2005-presente)
- Abby Normal - bajo (2005-presente), guitarra

### Miembros anteriores
- Seaweed - bajo (1996, 1997-2001)
- Rat Bastard - bajo (1996)
- Scabs - batería (1997, 2001-2002)
- R.S. Saidso - batería (1997)
- Creepy - guitarra (1997)
- Syd - guitarra (1997-1998)
- Ikky - teclado (2000-2002)
- It - bajo (2001-2002)

## Discografía

### Álbumes
- "The Late, Late, Late Show" - (1996)
- "Night of the Living Drag Queens" - (1998)
- "Songs From the Recently Deceased" - (2000)
- "Viva Las Violence - (2001)

### EP
- "Frankenstein Dragqueens From Planet 13" - (1997)

### Sencillos
- "197666 / Hey Mom, I Just Killed a Chicken" - (2000)
- "Dawn of the Dead / Anti-You" - Split con "The Nerds" - (2000)
- "Hello Hooray / Kill Miss America" - Split con "The Spook"
- "Graverobbing U.S.A. / Rock n' Roll"
- "Chop Off My Hand / Hey Mom, I Just Killed a Chicken"
- "Love At First Fright / I Wanna Be Your Dog"

### Boxset y compilatorios
- "6 Years, 6 Feet Under the Influence" - (2004)
- "Little Box of Horrors" - (2006)

### Apariciones Tributo
- "Sweet F.A, Un Tributo a Sweet" (cover de "Fox On The Run")
- "Thinking Of Alice, Un Tributo a Alice Cooper" (cover de "Levity Ball")